# Петровский заказник
Петровский заказник — общезоологический заказник, расположенный в Березовском районе Одесской области Украины вблизи села Курисово. Площадь — 340 га. Создан постановлением Совета министров УССР от 28 октября 1974 г. № 500.
Заказник создан с целью охраны степного урочища, служащего местом акклиматизации фазанов, диких кроликов и другой ценной фауны, предназначенной к дальнейшему расселению в южных областях Украины. Представляет собой участок искусственно высаженного леса длиной около 4 км и шириной около 1 км.
Заказник административно подчиняется Одесскому лесному хозяйству.